# The Pale Emperor
The Pale Emperor ist das neunte Studioalbum der US-amerikanischen Rockband Marilyn Manson. Es erschien am 15. Januar 2015 bei Marilyn Mansons eigenem Label Hell etc.

## Kritiken
| Quelle             | Bewertung                           | Kommentar |
| ------------------ | ----------------------------------- | --- |
| metal.de           | 8/10                                | "Das Album atmet Bedrohlichkeit, die gerade in der Subtilität der Songs steckt"                                                                                                  |
| laut.de            | 2/5 (Redaktion) 4/5 (Leser)         | "Der Popcorn-Mephisto wird immer mehr zur Witzfigur" |
| Rolling Stone      | 3,5/5                               | "...sounds like a beach party on the River Styx" |
| musikexpress.de    | 2,5/6                               | "Der Lord of Fuck begnügt sich mit Blümchensex" |
| allmusic.com       | 4/5                                 | "Taking their sound in a new, unforeseen bluesy direction accomplishes the near impossible by making Marilyn Manson sound even more sinister than before"                        |
| NME                | 6/10                                | "It's no classic, but perhaps the surprise here is that Manson’s music can work without the shock shtick. Being a wicked voice in the wilderness, it turns out, quite suits him" |
| plattentests.de    | 7/10                                | "...neue[r], unverhohlene[r] Hang zu Melodie und Klarheit" |
| drownedinsound.com | 8/10                                | "Here he unleashes that side of his frayed character for the first time in about 14 years"                                                                                       |
| avclub.com         | B+                                  | "Marilyn Manson once again rises to relevance" |
| metacritic.com     | 71/100 (Kritiker) 8/10 (User-Score) | [ 10 ] |

## Titelliste

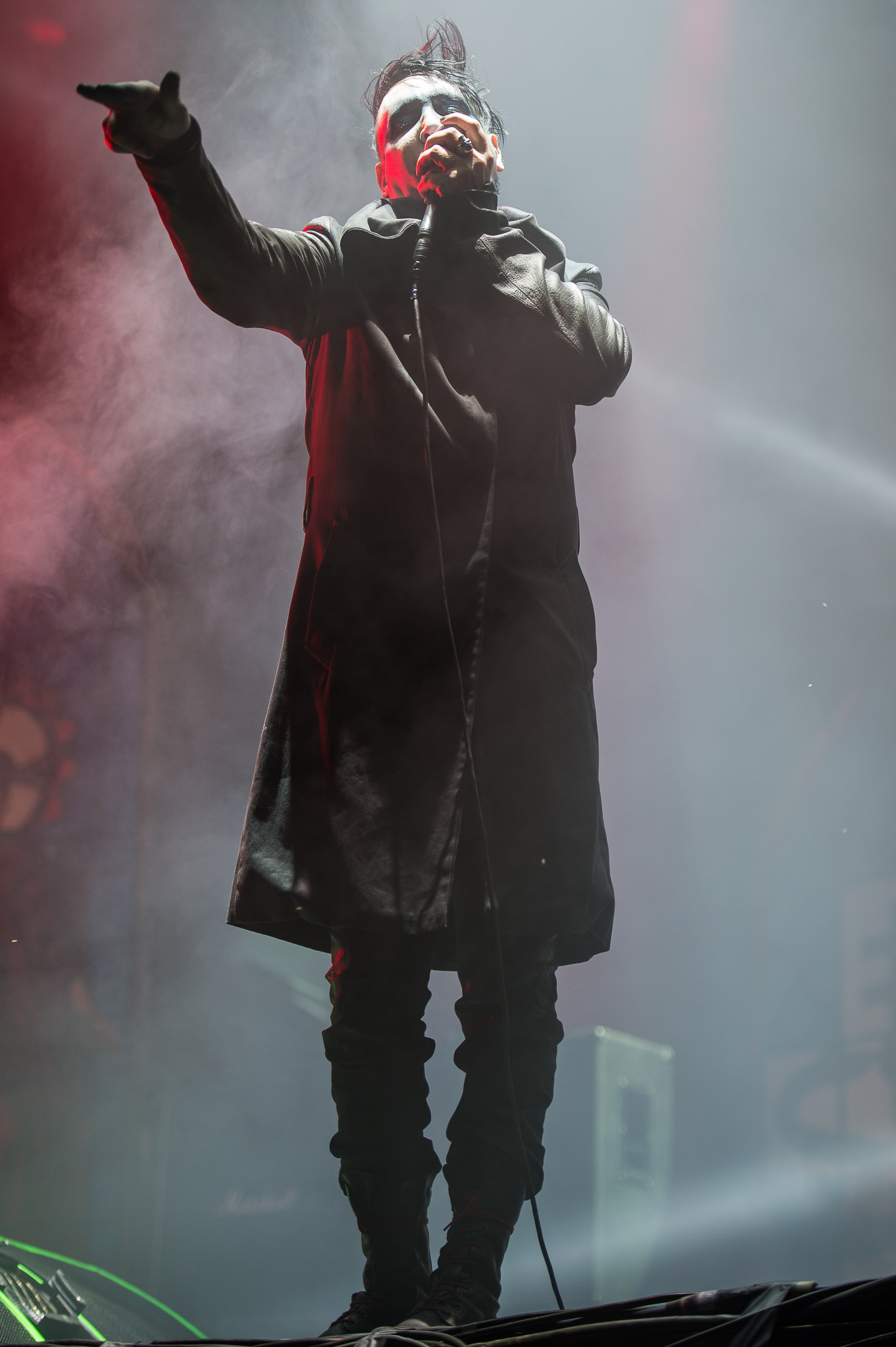
Marilyn Manson 2015

| Nr.          | Titel                                                                           | Version                             | Länge                    |
| ------------ | ------------------------------------------------------------------------------- | ----------------------------------- | ------------------------ |
| 1.           | Killing Strangers                                                               | Standard Edition                    | 5:36                     |
| 2.           | Deep Six                                                                        | Standard Edition                    | 5:02                     |
| 3.           | Third Day of a Seven Day Binge                                                  | Standard Edition                    | 4:26                     |
| 4.           | The Mephistopheles of Los Angeles                                               | Standard Edition                    | 4:57                     |
| 5.           | Warship My Wreck                                                                | Standard Edition                    | 5:57                     |
| 6.           | Slave Only Dreams to Be King                                                    | Standard Edition                    | 5:20                     |
| 7.           | The Devil Beneath My Feet                                                       | Standard Edition                    | 4:16                     |
| 8.           | Birds of Hell Awaiting                                                          | Standard Edition                    | 5:05                     |
| 9.           | Cupid Carries a Gun                                                             | Standard Edition                    | 4:59                     |
| 10.          | Odds of Even (Die Deluxe Edition fügt dem Track 1:30 Minuten Stille an)         | Standard Edition                    | 6:22                     |
| 11.          | Day 3 (Akustikversion von "Third Day of a Seven Day Binge")                     | Deluxe Edition                      | 4:11                     |
| 12.          | Fated, Faithful, Fatal (Akustikversion von "The Mephistopheles of Los Angeles") | Deluxe Edition                      | 4:41                     |
| 13.          | Fall of the House of Death (Akustikversion von "Odds of Even")                  | Deluxe Edition                      | 4:30                     |
| 14.          | Deep Six (Musikvideo)                                                           | Japanische Deluxe Edition Bonus DVD | 4:10                     |
| 15.          | The Mephistopheles of Los Angeles (Musikvideo)                                  | Japanische Deluxe Edition Bonus DVD | 5:03                     |
| Gesamtlänge: | Gesamtlänge:                                                                    | Gesamtlänge:                        | 52:00 (Standard Edition) |

## Singleauskopplungen
| Single                            | Datum der Veröffentlichung |
| --------------------------------- | -------------------------- |
| Third Day of a Seven Day Binge    | 26. Oktober 2014           |
| Deep Six                          | 16. Dezember 2014          |
| Cupid Carries a Gun               | 7. Januar 2015             |
| The Mephistopheles of Los Angeles | 11. Mai 2015               |
| The Devil Beneath My Feet         | 6. Dezember 2015           |